# Années 1890 en cyclisme
Chronologie du cyclisme
Années 1880 en cyclisme - Années 1890 en cyclisme - 1900 en cyclisme

## Par mois

### 1891
- 23 mai : Le Britannique George Pilkington Mills remporte la première édition de Bordeaux-Paris.
- 6 septembre : le Français Charles Terront remporte la première édition du Paris-Brest-Paris.

### 1892
- 15 mai : le Français Auguste Stéphane gagne Bordeaux-Paris.
- 29 mai : la première édition de Liège-Bastogne-Liège est remportée par le Belge Léon Houa.
- Le Suisse Edouard Wicky devient le premier champion de Suisse sur route.

### 1893
- 11 mai : sur le vélodrome Buffalo à Paris, le Français Henri Desgranges (le futur créateur du Tour de France) bat le Record du monde de l'heure en parcourant 35,325 km.
- 27 mai : le Français Louis Cottereau gagne Bordeaux-Paris.
- 28 mai : le Belge Léon Houa gagne Liège-Bastogne-Liège pour la deuxième fois d'affilée.
- 11-12 août : première édition des championnats du monde de cyclisme sur piste à Chicago. L'Américain Arthur Zimmerman est champion du monde de vitesse amateur.
- 12 août : le Belge André Henry gagne la première édition de Paris-Bruxelles. L'épreuve ne reprendra qu'en 1906 .
- le Suisse Edouard Wicky conserve son titre de champion de Suisse sur route.

### 1894
- 15 avril : l'Italien Luigi Airaldi gagne la seconde édition de Milan-Turin dont la première édition a eu lieu le 25 mai 1876 soit il y a 18 ans, néanmoins Milan-Turin est la doyenne des courses cyclistes. L'épreuve ne sera pas disputée en 1895 et reprendra en 1896.
- 28 mai : le Français Lucien Lesna gagne Bordeaux-Paris.
- 12-13 août : championnats du monde de cyclisme sur piste à Anvers. L'Allemand August Lehr est champion du monde de vitesse amateur.
- 26 août : le Belge Léon Houa gagne Liège-Bastogne Liège pour la troisième fois d'affilée. L'épreuve ne reprendra qu'en 1908.
- 16 septembre : le Belge Léon Houa devient le premier champion de Belgique sur route.
- 31 octobre : sur le vélodrome Buffalo à Paris, le Français Jules Dubois bat le Record du monde de l'heure en parcourant 38,240 km.
- le Suisse Henri Favre devient champion de Suisse sur route.

### 1895
- 12 mai : le Danois Charles Meyer gagne Bordeaux-Paris.
- 9 juin : inauguration du Vélodrome roubaisien.
- 17-19 août : championnats du monde de cyclisme sur piste à Cologne. Le Belge Robert Protin est champion du monde de vitesse professionnelle. Le Néerlandais Jaap Eden est champion du monde de vitesse amateur.
- 8 septembre : le Belge Henri Luyten devient champion de Belgique sur route.
- le Suisse Henri Favre conserve son titre de champion de Suisse sur route.

### 1896
- 8-13 avril : épreuve de Cyclisme des Jeux olympiques d'Athènes.
- 19 avril : l'Allemand Josef Fischer remporte la première édition de Paris-Roubaix.
- 17 mai : le Français Eugène Prévost gagne la première édition de Paris-Tours.
- 23 mai : le Briitannique Arthur Linton et le Français Gaston Rivière sont classés 1er ex Aequo de Bordeaux-Paris. Alors qu'il était seul en tête Linton par la faute d'un spectateur imprudent tombe aux abords de l'arrivée. Il repart en empruntant l'itinéraire du final des années précédentes et pas le nouvel itinéraire final qui a été établi. Il arrive avec près d'une minute d'avance sur Rivière , ce dernier est déclaré vainqueur puisqu'il a suivi le bon itinéraire. Linton fait une réclamation en argumentant sur le fait que les deux finals ont le même kilométrage. Après de longues discussions les deux coureurs sont déclarés vainqueurs tous les deux.
- 5 juillet : l'Italien Giovanni Moro gagne Milan-Turin. l'épreuve ne reprendra qu'en 1903.
- 15-17 août : championnats du monde de cyclisme sur piste à Copenhague. Le Français Paul Bourillon est champion du monde de vitesse professionnelle. L'Irlandais Harry Reynolds est champion du monde de vitesse amateur.
- 6 septembre : le Belge Henri Luyten conserve son titre de champion de Belgique sur route.
- le Suisse Jean Vionnet devient champion de Suisse sur route.

### 1897
- 11 avril : le Portugais José Bento Pessoa devient le premier champion d'Espagne sur route. L'épreuve ne reprendra qu'en 1902.
- 18 avril : l'Italien Maurice Garin remporte la deuxième édition de Paris-Roubaix.
- 16 mai : le Français Gaston Rivière gagne Bordeaux-Paris pour la deuxième fois d'affilée.
- 16 juillet le Belge Jules Degeetere devient champion de Belgique sur route.
- 18 juillet : inauguration du stade-vélodrome du Parc des Princes à Paris.
- 30 juillet : sur le vélodrome Buffalo à Paris, le Belge Oscar Van der Eynde bat le Record du monde de l'heure en parcourant 39,240 km.
- 31 juillet-2 août : championnats du monde de cyclisme sur piste à Glasgow. L'allemand Willy Arend est champion du monde de vitesse professionnelle. Le Danois Edwin Schraeder est champion du monde de vitesse amateur.
- 8 septembre : le Belge Henri Bertrand devient champion de Belgique sur route.
- le Suisse Jean Vionnet conserve son titre de champion de Suisse sur route.

### 1898
- 10 avril : Maurice Garin s'impose pour la deuxième fois d'affilée sur Paris-Roubaix.
- 15 mai : le Français Gaston Rivière gagne Bordeaux-Paris pour la troisième fois d'affilée.
- 9 juillet : à Denver (USA) l'Américain Willie Hamilton bat le Record du monde de l'heure en parcourant 40,781 km.
- 31 juillet : le Suisse Albert Furrer devient champion de Suisse sur route.
- 7 août : le Belge Henri Bertrand conserve son titre de champion de Belgique sur route.
- 8-12 septembre : championnats du monde de cyclisme sur piste à Vienne. L'Américain Georges Banker est champion du monde de vitesse professionnelle. L'Allemand Paul Albert est champion du monde de vitesse amateur.

### 1899
- 2 avril : Albert Champion gagne Paris-Roubaix.
- 28 mai : le Français Costant Huret gagne Bordeaux-Paris.
- 9 juillet : le Suisse Fritz Ryser devient champion de Suisse sur route.
- 16 juillet : le Belge Jules Degeetere devient champion de Belgique sur route.
- 9-11 août : championnats du monde de cyclisme sur piste à Montréal. L'Américain Marshall Taylor est champion du monde de vitesse professionnelle. Le Britannique Thomas Summergill est champion du monde de vitesse amateur.

## Principales naissances

### 1891
- 4 janvier : Alfredo Sivocci
- 18 février : Henry George
- 26 mars : Giuseppe Azzini
- 5 avril : Alfred Goullet
- 14 juin : Thomas Glasson Lance
- 18 juillet: Enrico Sala
- 25 septembre : Honoré Barthélémy